# Вращательная сварка
Вращательная сварка является разновидностью сварки трением и используется для сварки термопластичных материалов, в котором свариваемые детали нагреваются за счет трения. 
В этой разновидности сварки тепло создается при трении деталей, размещаемых в токарных станках, сверлильных станках или фрезерных станках или специальных машинах, где одна свариваемая часть детали крутится с патроном, а другая зажата неподвижно.  При вращении деталей и трении их друг об друга выделяется  тепло достаточного для сварки уровня. После нагрева концов изделий до вязкотекучего состояния при температурах от 140 до 160°С станок останавливают и суппортом проводят сжатие концов изделий при давлении 200—400 кН/м2. В СНГ для этого вида сварки выпускаются машины МСП-1 и МСП-2, сделанные на базе токарных станков.
Этой разновидностью сварки можно сваривать длинные и громоздкие детали. При сварке используются промежуточной детали (вставки). Длинные детали закрепляют неподвижно, а вращению подвергается вставка между свариваемыми деталями. 
Этот вид сварки имеет высокий КПД, так как тепло выделяется строго в месте сварки  и не теряется как в других сварочных процессах для его подведении к свариваемой детали. 
К недостаткам метода относится ограниченность формы свариваемой детали - одна из деталей должна быть телом вращения; в свариваемом месте она должна иметь форму круга или кольца. Кроме того, во время сжатия свариваемых поверхностей в плоскости соединения образуется нежелательное утолщение. Для получения нужных размеров изделия заготовка должна иметь длину немного большую, чем это требуется в сварном изделии.